# OnEscapee
onEscapee est un jeu vidéo amateur développé par Invictus et édité par Sadeness Software en 1997 sur Amiga.

## Description
Le jeu s'inspire de l'ambiance graphique et du gameplay de Flashback et Another World. Il emprunte au premier les ficelles du genre "courir, sauter, tirer, rouler, etc." et au second les nombreuses énigmes et interactions avec le décor. Dans les deux cas, on retrouve le thème du héros isolé et perdu dans un monde hostile et fascinant : décors chatoyants (sur une thématique sombre et "high tech") et ennemis exotiques.
Le jeu a été porté sur compatible PC. Le seul point à déplorer est le remplacement des animations ponctuelles (originellement directement intégrées dans le jeu) par des "vidéos" de ces mêmes animations, probablement capturées de la version Amiga. Ce portage est librement téléchargeable sur le site des développeurs.

## Équipe de développement
- Game Design : Akos Divianszky, Tamas Kozak, Tibor Mester
- Programmation : Akos Divianszky, Tibor Mester
- Graphisme : Tamas Kozak
- Rendering : Tibor Mester, Tamas Kozak
- Musique et effets sonores : Levente Toth